# Hannó (307 aC)
Hannó fou un general cartaginès, uns dels tres que es van nomenar per lluitar contra Arcàgat, el fill d'Agàtocles de Siracusa, a l'Àfrica, quan el pare va tornar a Sicília. Hannó va derrotar el general siracusà Escrió en una batalla, segons diu Diodor de Sicília.